# ثقافة مجتمع المكفوفين
ثقافة المكفوفين هي التجربة الثقافية المشتركة بين الأشخاص المكفوفين .
غالبًا ما يتخيل الأشخاص غير المكفوفين أن الأشخاص المكفوفين يتشاركون في الهوية الثقافية بالطريقة التي تتمتع بها مجموعات الأقليات الأخرى ذات الخبرات المشتركة بثقافة مميزة.
لذا فقد استجاب العديد من معلقي الإذاعة أو التليفزيون المكفوفين لهذا التصور من خلال شرح أن الأشخاص المكفوفين يتكاملون بكل أكثر شيوعا مع المجتمع والثقافة الأوسع نطاقًا، وغالبًا ما لا يعتبرون العمى جزءًا مهمًا من ثقافتهم.
يتقاسم الأشخاص المكفوفون التجربة الثقافية المتمثلة في تجربة سوء فهم شائع من أشخاص ليسوا مكفوفين.